# Scandinavian Assault
Scandinavian Assault è un EP dei Venom, pubblicato in Svezia nel 1986 dalla Sonom Records.

## Tracce
Lato A
1. Nightmare
2. Too Loud (For The Crowd)
3. Die Hard

Lato B
1. Bloodlust
2. Powerdrive
3. Warhead

## Formazione
- Conrad "Cronos" Lant - voce, basso
- Jeffrey "Mantas" Dunn - chitarra
- Tony "Abaddon" Bray - batteria

## Curiosità
- Il titolo è erroneamente scritto Scandinavian Assult sia sulla copertina che sulle etichette del vinile.
- La seconda traccia del lato A è erroneamente indicata con il titolo To Loud sia sulla copertina che sulle etichette del vinile.